# Квіткоїд папуанський
Квіткоїд папуанський (Dicaeum geelvinkianum) — вид горобцеподібних птахів родини квіткоїдових (Dicaeidae).

## Поширення
Вид поширений на більшій частині острова Нова Гвінея, за винятком західного краю та Центрального гірського хребта. Він також населяє деякі менші сусідні острови, такі як острови Біак та Д'Антркасто. Його природне середовище проживання — низинні тропічні вологі ліси.